# 다카라토미
주식회사 타카라토미(일본어: 株式会社タカラトミー, 영어: Tomy Company, Ltd.)는 일본의 장난감 제조 기업이다. 2006년 3월 1일에 대형 완구 업체인 다카라와 토미가 합병함으로써 탄생했다. 합병 이후에도 영어권에서는 토미 그대로 'TOMY COMPANY, LTD.'이다.

## 제품
- 비드맨
- 탑블레이드
- 블라이스 (인형)
- 칙칙폭폭 처깅턴
- 나침반
- 듀얼마스터즈 (시리즈)
- 엘드란 시리즈
- 가샤폰
- 젠가
- 가정교사 히트맨 REBORN!
- 카미와자 완다
- 메탈파이트 베이블레이드
- 메탈파이트 베이블레이드 ZEROG
- 프라레일
- 프리티 리듬
- 프리파라
- 루미큐브
- 신칸센 변형로보 신카리온
- 토마스와 친구들
- 선더버드 (텔레비전 프로그램)
- 토미카
- 토미카 유대합체 어스그랜너
- 토미 튜터
- 트론
- 꼬꼬마 텔레토비
- 애천사전설 웨딩피치
- 피치피치핏치
- 나의 히어로 아카데미아
- 카드캡터 사쿠라
- 카드캡터 사쿠라 클리어 카드 편
- 슬레이어즈
- 소녀혁명 우테나
- 조이드
- 주토피아